# Loboparius semiglobulus
Loboparius semiglobulus är en skalbaggsart som beskrevs av Rudolph Petrovitz 1962. Loboparius semiglobulus ingår i släktet Loboparius och familjen Aphodiidae. Inga underarter finns listade i Catalogue of Life.